# 앨리슨 벡커

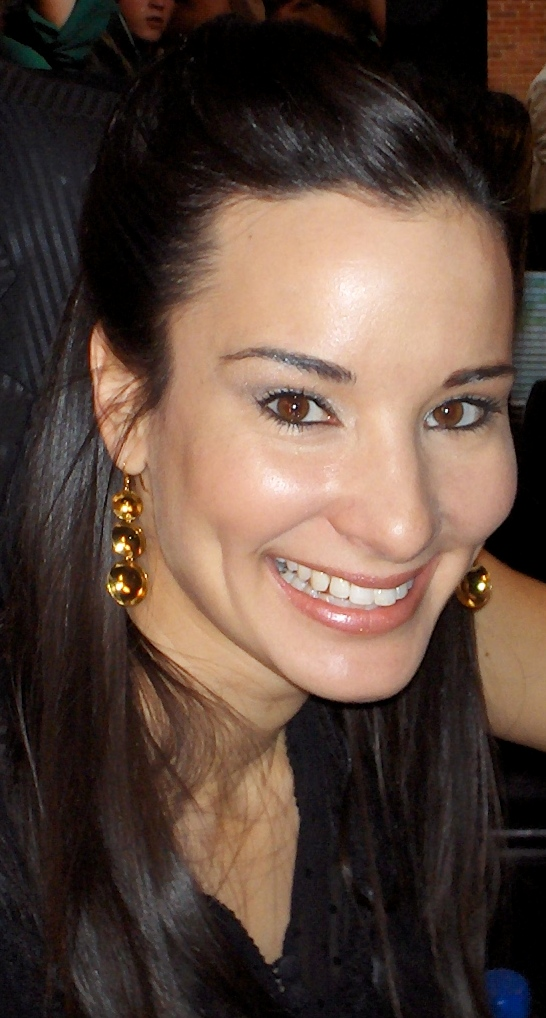

앨리슨 벡커(Alison Becker, 1977년 3월 8일 ~ )는 미국의 희극인, 배우, 각본가, 성우이다.

## 출연 작품
- 컨트롤 (2019년)
- 하우 투 어플라이 포 어 섹슈얼 포지션 (2017년)
- 미싱 유 (2014년)
- 디 아더 가이스 (2010년)
- 중매보다 연애 (2007년)
- 프리미엄 (2006년)

### 텔레비전
- 팍스 앤 레크리에이션 (2009-15)